# Skrängstabodarna
Skrängstabodarna är en ort i Njurunda socken, Västernorrlands län. Skrängstabodarna är beläget längs Björköfjärdens strand cirka 10 km från Njurundabommen.